# Denis Behr

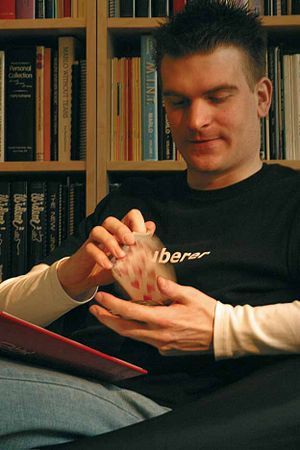
Denis Behr

Denis Behr (* 27. Juli 1980 in Miltenberg) ist ein deutscher Zauberkünstler und Autor.

## Leben
Behr beschäftigte sich seit seinem 8. Lebensjahr mit der Zauberkunst. Dabei faszinierte ihn besonders das Zaubern mit Spielkarten. Darüber hinaus hat er hauptsächlich für seine Kollegen die Internetdatenbanken "Conjuring Archive" und "Conjuring Credits" angelegt, die der intensiven Recherche, nicht nur für Kartenkunststücke, dienen. Denis Behr ist Mitglied des Gremiums, das die Vergabe des Hofzinser-Rings alle drei Jahre mitbestimmt.
Behr tritt regelmäßig im Zaubertheater in München mit Shows und Seminaren zu Kartenkunststücken auf, und gab bereits mehrmals Vorstellungen im The Magic Castle in Hollywood.
In den Zeitschriften Magische Welt und im amerikanischen Magazin Magic verfasste er mehrere Beiträge zu Zauberkunststücken und Fachliteratur. Von Ende 2008 bis Ende 2014 schrieb er monatlich Rezensionen in dem Vereinsorgan Magie. 2011 wurde Behr vom Magischen Zirkel von Deutschland mit dem Titel Schriftsteller des Jahres geehrt.
Seit 2011 spielt Denis regelmäßig sein abendfüllendes Programm im Krist & Münch Table Magic Theater in München.
Auf dem FFFF-Fachkongress („Fechter's Finger Flicking Frolics“, nur für geladene Gäste) erhielt er im Jahre 2012 den Lou Gallo MVP Award.
Im Jahr 2013 war Behr auf dem Cover der amerikanischen Fachzeitschrift MAGIC von Stan Allen.
Von der Academy of Magical Arts in Hollywood wurde Denis Behr 2018 mit dem "Award of Merit" ausgezeichnet.

## Veröffentlichungen
- Handcrafted Card Magic. 2007. (englisch)
- Karten Kunststücke. 2007. (enthält u. a. Teile aus Handcrafted Card Magic)
- Handcrafted Card Magic, Volume 2, 2011. (englisch)
- Handcrafted Card Magic, Volume 3, 2018. (englisch)[12]
- 4-DVD-Set Magic on Tap, 2018.[13]
- Mit Pierre Taillefer und Ivan Laplaud: Sur le bout des doigts: la magie des cartes de Denis Behr. Lorient 2010, ISBN 978-2-9536660-0-7. (französisch)
- Live in London at the „International Magic Convention 2008“ (Lecture DVD).
- La Cartomagia di Denis Behr, 2021.[14]